# Commonwealth Games 2022/Teilnehmer (Antigua und Barbuda)
Antigua und Barbuda nahm mit 13 Athleten (10 Männer und drei Frauen) an den Commonwealth Games 2022 teil. Es war die insgesamt 11. Teilnahme an den Commonwealth Games. 

## Teilnehmer nach Sportarten
| Gelbes Symbol für Goldmedaillen mit stilisierten Olympischen Ringen | Graues Symbol für Silbermedaillen mit stilisierten Olympischen Ringen | Braundes Symbol für Bronzemedaillen mit stilisierten Olympischen Ringen |
| ------------------------------------------------------------------- | --------------------------------------------------------------------- | ----------------------------------------------------------------------- |
| —                                                                   | —                                                                     | —                                                                       |

### Boxen
| Athleten    | Wettbewerb        | 1. Runde  | 1. Runde | Achtelfinale | Achtelfinale | Viertelfinale | Viertelfinale | Halbfinale    | Halbfinale    | Finale        | Finale        | Rang |
| Athleten    | Wettbewerb        | Gegner    | Ergebnis | Gegner       | Ergebnis     | Gegner        | Ergebnis      | Gegner        | Ergebnis      | Gegner        | Ergebnis      | Rang |
| ----------- | ----------------- | --------- | -------- | ------------ | ------------ | ------------- | ------------- | ------------- | ------------- | ------------- | ------------- | ---- |
| Männer      |                   |           |          |              |              |               |               |               |               |               |               |      |
| Alston Ryan | Halbweltergewicht | A. Isendi | 0:5      | J. Browne    | 0:5          | A. Omar       | 1:4           | ausgeschieden | ausgeschieden | ausgeschieden | ausgeschieden | 5    |

### Leichtathletik
Laufen und Gehen
| Athleten         | Wettbewerb | 1. Runde    | 1. Runde | Halbfinale    | Halbfinale    | Finale        | Finale        | Rang |
| Athleten         | Wettbewerb | Zeit        | Rang     | Zeit          | Rang          | Zeit          | Rang          | Rang |
| ---------------- | ---------- | ----------- | -------- | ------------- | ------------- | ------------- | ------------- | ---- |
| Männer           |            |             |          |               |               |               |               |      |
| Cejhae Greene    | 100 m      | 10,16 s     | 3        | 10,45 s       | 8             | ausgeschieden | ausgeschieden | 24   |
| Darion Skerritt  | 200 m      | 21,24 s     | 4        | 21,41         | 7             | ausgeschieden | ausgeschieden | 20   |
| Kalique St. Jean | 800 m      | 1:56,48 min | 7        | ausgeschieden | ausgeschieden | ausgeschieden | ausgeschieden | 20   |
| Kalique St. Jean | 1500 m     | -           | -        | DNS           | DNS           | ausgeschieden | ausgeschieden | -    |
| Frauen           |            |             |          |               |               |               |               |      |
| Joella Loyd      | 100 m      | 11,42 s     | 3        | 11,49 s       | 5             | ausgeschieden | ausgeschieden | 18   |
| Joella Loyd      | 200 m      | DNS         | DNS      | ausgeschieden | ausgeschieden | ausgeschieden | ausgeschieden | -    |

Springen und Werfen
| Athleten      | Wettbewerb | Qualifikation | Qualifikation | Finale     | Finale | Rang |
| Athleten      | Wettbewerb | Weite/Höhe    | Rang          | Weite/Höhe | Rang   | Rang |
| ------------- | ---------- | ------------- | ------------- | ---------- | ------ | ---- |
| Taeco O’Garro | Dreisprung | -             | -             | 15,68 m    | 11     | 11   |

### Radsport

#### Bahn
| Athleten     | Wettbewerb   | Qualifikation | Qualifikation | 1. Runde | 1. Runde | Finals        | Finals        | Rang |
| Athleten     | Wettbewerb   | Zeit          | Rang          | Zeit     | Rang     | Zeit/Punkte   | Rang          | Rang |
| ------------ | ------------ | ------------- | ------------- | -------- | -------- | ------------- | ------------- | ---- |
| Jyme Bridges | Punkterennen | -             | -             | -        | -        | DNF           | DNF           | -    |
| Jyme Bridges | Scratch      | -             | -             | DNF      | DNF      | ausgeschieden | ausgeschieden | -    |

#### Straße
| Athleten           | Wettbewerb    | Zeit | Rang |
| ------------------ | ------------- | ---- | ---- |
| Jyme Bridges       | Straßenrennen | DNF  | DNF  |
| Connor Delanbanque | Zeitfahren    | DNS  | DNS  |

### Schwimmen
| Athleten           | Wettbewerb          | Vorlauf     | Vorlauf | Halbfinale    | Halbfinale    | Finale        | Finale        | Rang |
| Athleten           | Wettbewerb          | Zeit        | Rang    | Zeit          | Rang          | Zeit          | Rang          | Rang |
| ------------------ | ------------------- | ----------- | ------- | ------------- | ------------- | ------------- | ------------- | ---- |
| Männer             |                     |             |         |               |               |               |               |      |
| Stefano Mitchell   | 50 m Freistil       | 23,29 s     | 18      | ausgeschieden | ausgeschieden | ausgeschieden | ausgeschieden | 18   |
| Stefano Mitchell   | 100 m Freistil      | 51,42 s     | 27      | ausgeschieden | ausgeschieden | ausgeschieden | ausgeschieden | 27   |
| Jadon Wuilliez     | 50 m Brust          | 28,44 s     | 16      | 28,19 s       | 13            | ausgeschieden | ausgeschieden | 13   |
| Jadon Wuilliez     | 100 m Brust         | 1:02,38 min | 15      | 1:02,23 min   | 14            | ausgeschieden | ausgeschieden | 14   |
| Ethan Stubbs-Green | 100 m Schmetterling | 57,99 s     | 39      | ausgeschieden | ausgeschieden | ausgeschieden | ausgeschieden | 39   |
| Ethan Stubbs-Green | 200 m Schmetterling | 2:10,25 min | 17      | -             | -             | ausgeschieden | ausgeschieden | 17   |
| Frauen             |                     |             |         |               |               |               |               |      |
| Olivia Fuller      | 50 m Freistil       | 27,76 s     | 35      | ausgeschieden | ausgeschieden | ausgeschieden | ausgeschieden | 35   |
| Olivia Fuller      | 100 m Freistil      | 1:00,56 min | 33      | ausgeschieden | ausgeschieden | ausgeschieden | ausgeschieden | 33   |